# إيلزي جوهانسوني
إيلزي جوهانسون (ولدت في 1971) هي موظفة مدنية أوروبية ودبلوماسية سابقة للاتفيا. في أغسطس 2019، أصبحت الأمينة العامة بالنيابة للمفوضية الأوروبية، أثناء البحث عن خليفة متفرغ لمارتن سيلماير الألماني. شغلت منصب الممثل الدائم للاتفيا لدى الاتحاد الأوروبي من عام 2011 إلى عام 2015، بعد أن شغلت سابقًا منصب المدير العام لشؤون الاتحاد الأوروبي في وزارة خارجية لاتفيا بين عامي 2008 و2011.